# Boxe nos Jogos Pan-Americanos de 2011 - Peso pesado
A categoria pesado do boxe nos Jogos Pan-Americanos de 2011 foi disputada entre 21 e 28 de outubro na Arena Expo Guadalajara, em Guadalajara, com nove boxeadores.

## Calendário
Horário local (UTC-6).
| Data          | Horário | Fase             |
| ------------- | ------- | ---------------- |
| 21 de outubro | 18:00   | Preliminares     |
| 22 de outubro | 18:00   | Quartas-de-final |
| 25 de outubro | 19:00   | Semifinal        |
| 28 de outubro | 19:00   | Final            |

## Medalhistas
| Ouro   | CUB Lenier Pero                         |
| Prata  | ECU Julio Castillo                      |
| Bronze | ARG Yamil Peralta BAR Anderson Emmanuel |

## Resultados

### Chave
|  | Preliminares       | Preliminares       | Preliminares |  |  | Quartas-de-final      | Quartas-de-final      | Quartas-de-final   |    |                       | Semifinal             | Semifinal       | Semifinal |  |  | Final | Final | Final |
|  |                    |                    |              |  |  |                       |                       |                    |    |                       |                       |                 |           |  |  |       |       |       |
|  |                    |                    |              |  |  |                       |                       |                    |    |                       |                       |                 |           |  |  |       |       |       |
|  |                    |                    |              |  |  | CUB Lenier Pero       | CUB Lenier Pero       | 22                 |    |                       |                       |                 |           |  |  |       |       |       |
|  | DOM Manuel Mariñez | DOM Manuel Mariñez | 6            |  |  | CAN Steven Couture    | CAN Steven Couture    | 2                  |    |                       |                       |                 |           |  |  |       |       |       |
|  | CAN Steven Couture | CAN Steven Couture | 18           |  |  |                       |                       |                    |    | CUB Lenier Pero       | CUB Lenier Pero       | 13              |           |  |  |       |       |       |
|  |                    |                    |              |  |  |                       | ARG Yamil Peralta     | ARG Yamil Peralta  | 9  |                       |                       |                 |           |  |  |       |       |       |
|  |                    |                    |              |  |  | ARG Yamil Peralta     | ARG Yamil Peralta     | 11                 |    |                       |                       |                 |           |  |  |       |       |       |
|  |                    |                    |              |  |  | VEN Wualfredo Rivero  | VEN Wualfredo Rivero  | 7                  |    |                       |                       |                 |           |  |  |       |       |       |
|  |                    |                    |              |  |  |                       |                       |                    |    |                       | CUB Lenier Pero       | CUB Lenier Pero | 16        |  |  |       |       |       |
|  |                    |                    |              |  |  |                       | ECU Julio Castillo    | ECU Julio Castillo | 10 |                       |                       |                 |           |  |  |       |       |       |
|  |                    |                    |              |  |  | MEX Mario Heredia     | MEX Mario Heredia     | 17                 |    |                       |                       |                 |           |  |  |       |       |       |
|  |                    |                    |              |  |  | BAR Anderson Emmanuel | BAR Anderson Emmanuel | 24                 |    |                       |                       |                 |           |  |  |       |       |       |
|  |                    |                    |              |  |  |                       |                       |                    |    | BAR Anderson Emmanuel | BAR Anderson Emmanuel | 6               |           |  |  |       |       |       |
|  |                    |                    |              |  |  |                       | ECU Julio Castillo    | ECU Julio Castillo | 24 |                       |                       |                 |           |  |  |       |       |       |
|  |                    |                    |              |  |  | ECU Julio Castillo    | ECU Julio Castillo    | 12                 |    |                       |                       |                 |           |  |  |       |       |       |
|  |                    |                    |              |  |  | COL Deivis Julio      | COL Deivis Julio      | 7                  |    |                       |                       |                 |           |  |  |       |       |       |
|  |                    |                    |              |  |  |                       |                       |                    |    |                       |                       |                 |           |  |  |       |       |       |